# St. Maria (Maiselsberg)

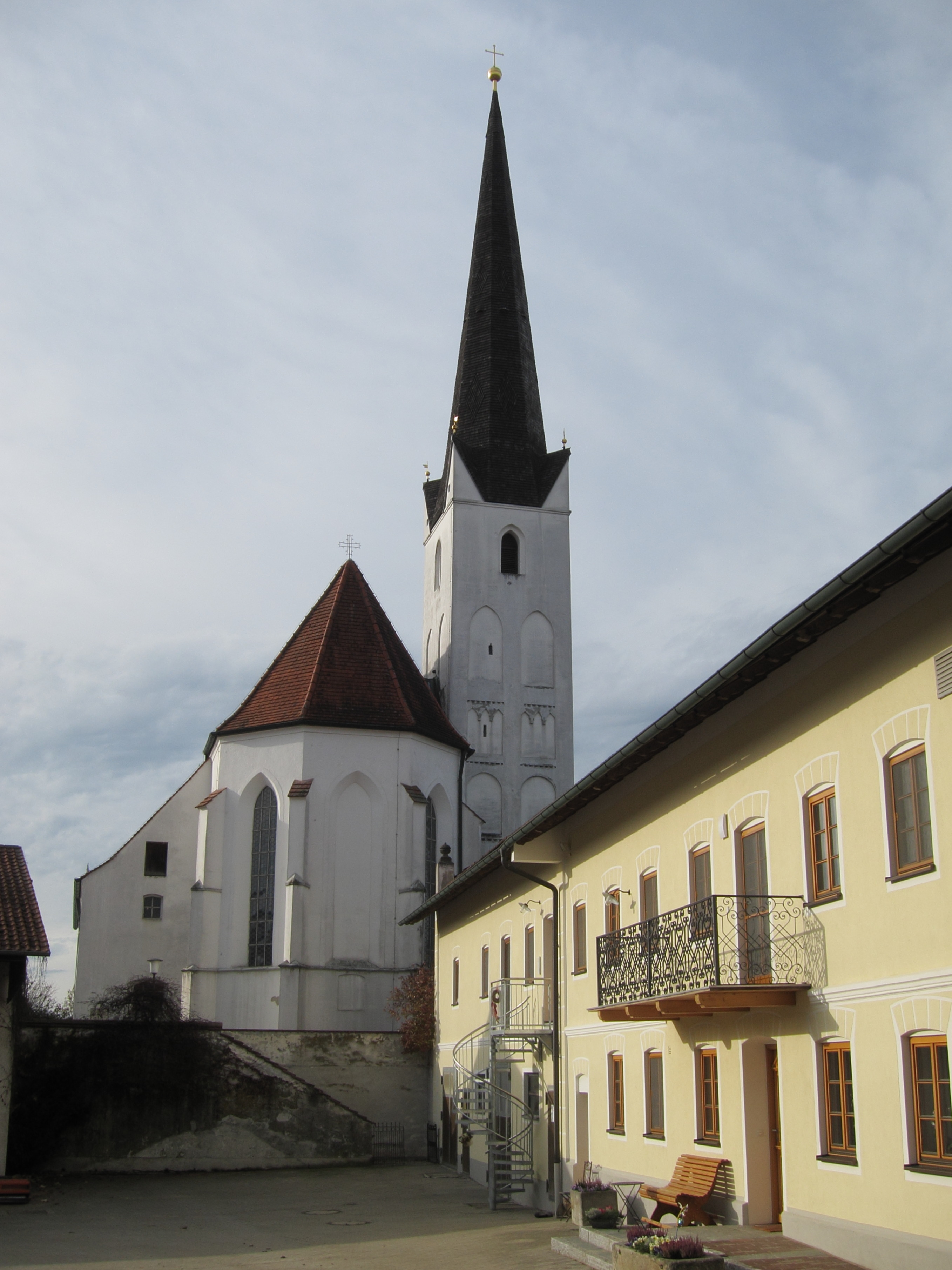
Kirche St. Maria in Maiselsberg

Die römisch-katholische Filialkirche St. Maria in Maiselsberg, einem Gemeindeteil von Taufkirchen im oberbayerischen Landkreis Erding, wurde 1484 errichtet. Die Kirche gehört zum Pfarrverband Taufkirchen (Vils) im Dekanat Erding des Erzbistums München und Freising.

## Beschreibung
Der gotische Saalbau mit eingezogenem polygonalem Chorabschluss und Chorflankenturm, wohl aus dem Ende des 14. Jahrhunderts, ist ein geschütztes Baudenkmal. Südlich des Langhauses ist eine Kapelle angebaut, die sich nach Westen an die Vorhalle anschließt. Der Turm mit Spitzhelm über Eckaufsätzen zeigt Giebelbogenfriese. Abgesetzte Strebepfeiler sind außen umlaufend. Ein Netzgewölbe deckt alle Innenräume. Im Chorgewölbe ist die Jahreszahl 1484 angebracht.
Der Hochaltar wurde um 1790 im klassizistischen Stil von Johann Michael Wagner aus Vilsbiburg geschaffen.